# Lucien Weiler
Lucien Weiler (ur. 3 sierpnia 1951 w Ettelbrucku) – luksemburski polityk i prawnik, wieloletni parlamentarzysta, w latach 2004–2009 przewodniczący Izby Deputowanych.

## Życiorys
Z wykształcenia prawnik, uzyskał uprawnienia adwokata. Zaangażował się w działalność Chrześcijańsko-Społecznej Partii Ludowej. Od 1986 był radnym miejskim w Diekirch, pełniąc w latach 1988–1993 funkcję członka zarządu miasta. W 1984 po raz pierwszy został członkiem Izby Deputowanych. Reelekcję uzyskiwał w kolejnych wyborach w 1989, 1994, 1999, 2004 i 2009. W kadencji 2004–2009 pełnił funkcję przewodniczącego luksemburskiego parlamentu. Od 2016 był marszałkiem dworu wielkiego księcia Luksemburga, stanowisko to zajmował do 2020.